# Gaten Matarazzo
Gaten John Matarazzo III (Little Egg Harbor Township, 8 de setembro de 2002) é um ator norte-americano, mais conhecido por interpretar Dustin Henderson na série de televisão Stranger Things da Netflix.

## Vida Pessoal
Matarazzo nasceu em Little Egg Harbor Township, Nova Jersey. Ele tem uma irmã mais velha e um irmão mais novo, ambos se chamam Rafael. 
Ele sofre de displasia cleidocraniana, síndrome que causa mau desenvolvimento das clavículas, a baixa estatura e a falha no nascimento dos dentes permanentes.

## Filantropia
Matarazzo usa sua fama para aumentar a conscientização sobre a disostose cleidocraniana e para angariação de fundos para o CCD Smiles, uma organização que ajuda a cobrir os custos de cirurgias para aqueles que também sofrem de disostose cleidocraniana. Matarazzo também iniciou uma linha de camisetas cujos produtos irão para o CCD Smiles. Em suas redes sociais, ele se comunica ativamente com seus seguidores sobre como doar para o CCD Smiles e para diferentes eventos nos quais participará. Recentemente, sua irmã também iniciou uma campanha no Facebook para arrecadar dinheiro para a organização. Ele participou de um programa chamado GRITE, você está sendo filmado, sendo o apresentador da série falsa que ninguém acredita que pode ser real.

## Filmografia

### Cinema
| Ano  | Título                                               | Papel            | Notas |
| ---- | ---------------------------------------------------- | ---------------- | ----- |
| 2019 | The Angry Birds Movie 2                              | Bubba            |       |
| 2022 | Honor Society                                        | Michael Dipnicky |       |
| 2022 | My Father's Dragon                                   | Boris the Dragon | Voz   |
| 2023 | Please Don't Destroy: The Treasure of Foggy Mountain | Ele mesmo        |       |
| 2025 | Animal Farm                                          | Lucky            | Voz   |

### Televisão
| Ano           | Título                             | Papel            | Notas                                  |
| ------------- | ---------------------------------- | ---------------- | -------------------------------------- |
| 2015          | The Blacklist                      | Finn             | Episódio: "The Kenyon Family (No. 71)" |
| 2016-presente | Stranger Things                    | Dustin Henderson | Elenco principal                       |
| 2019          | Prank Encounters                   | Apresentador     | 8 episódios                            |
| 2021          | Waffles and Mochi                  | Casey            | Episódio: "Mushroom"                   |
| 2024          | Lego Star Wars: Rebuild the Galaxy | Sig Greebling    | Voz                                    |

### Videoclipes
| Ano  | Título           | Artista(s)                              |
| ---- | ---------------- | --------------------------------------- |
| 2017 | "Swish Swish"    | Katy Perry (feat Nicki Minaj)           |
| 2017 | "Lost Boys Life" | "Computer Games" (Darren & Chuck Criss) |

## Teatro
| Ano  | Título                         | Personagem               | Notas |
| ---- | ------------------------------ | ------------------------ | ----- |
| 2011 | Priscilla, Queen of the Desert | Participação             |       |
| 2014 | Les Misérables (musical)       | Gavroche / Petit Gervais | [ 2 ] |